# Vavilov (Tiefseeberg)
Der Vavilov ist ein erloschener submariner Vulkan im südlichen Tyrrhenischen Meer zwischen dem italienischen Festland und Sardinien.

## Beschreibung
Der Tiefseeberg erhebt sich 2840 Meter über den Meeresboden, liegt an der oberflächennächsten Stelle aber noch 739 Meter unter dem Meeresspiegel. Der Vulkan, der eine Grundfläche von 32 mal 17 Kilometer bedeckt, wurde 1959 von V.P. Goncharov an Bord des Forschungsschiffes Akademik Vavilov entdeckt. Später untersuchten ihn die Forschungs-U-Boote Zvuk, MIR und Siana, die unter anderem auch Filmaufnahmen fertigten.
Vavilovs westliche Flanke ist steiler als die östliche. Die Hänge sind von Gräben durchzogen, die Hochflächen dazwischen bildeten sich aus fließender Lava. Untersuchungen des Gesteins und des Magnetfelds ergaben, dass der Vulkan erloschen ist und schon in seiner aktiven Zeit unter Wasser lag. Der untere Teil bis etwa 1500 Meter Erhebung besteht aus schwerem Basalt, während der Teil über 1500 Meter Erhebung vor allem aus leichterem Basaltoid gebildet ist. Das Gestein ist hier etwa 400.000 bis 100.000 Jahre alt.
Nach dem unterseeischen Vulkan ist das Meeresbecken benannt, in dem er steht, das Vavilov-Becken, das neben dem Marsili-Becken das zweite Tiefseebecken des Meeres ist. Es entstand in der Zeit vor fünf bis vor zwei Millionen Jahren, als sich das Tyrrhenische Meer öffnete. Es besteht wahrscheinlich aus reiner Ozeankruste. Die Kruste selbst ist hier nur etwa zehn Kilometer dick.